# دروازه بزرگ
دروازهٔ بزرگ نام کتابی از موریس مترلینک نویسندهٔ بلژیکی است.
این کتاب توسط حمید شوشتری به فارسی برگردان شده و توسط انتشارات مرآتی در سال ۱۳۵۴ در ایران به چاپ رسیده‌است. کتاب دروازه بزرگ شامل ۲۴ فصل می‌باشد.